# محمدآباد گراوند
محمدآباد گراوند، روستایی از توابع بخش رومشکان شهرستان کوهدشت در استان لرستان ایران است.

## جمعیت
این روستا در دهستان رومشکان شرقی قرار دارد و براساس سرشماری مرکز آمار ایران در سال ۱۳۸۵، جمعیت آن ۲۱۲ نفر (۵۲خانوار) بوده‌است.